# Adam Johann von Krusenstern
Adam Johann Ritter von Krusenstern (znany też pod rosyjskim imieniem Iwan Fiodorowicz Kruzensztern, ros. Иван Фёдорович Крузенштерн, ur. 8 listopada?/19 listopada 1770 w Hagudi (niem. Haggud) k. Rapli w Estonii na obszarze ówczesnego Imperium Rosyjskiego, zm. 12 sierpnia?/24 sierpnia 1846 w Kiltsi – przedstawiciel szlacheckiej rodziny Niemców bałtyckich, rosyjski admirał i podróżnik, dowódca pierwszej rosyjskiej wyprawy dookoła Ziemi w latach 1803–1806, badacz oceanów i etnografii ludów wysp oceanicznych, współzałożyciel Rosyjskiego Towarzystwa Geograficznego (1845).

## Życiorys
Absolwent Akademii Morskiej w Kronsztadzie, uczestnik wojny ze Szwecją (1780-1790), jako oficer floty brytyjskiej w latach 1793–1799 odbył podróże do Ameryki, Chin i Indii. W 1803 roku stanął na czele pierwszej rosyjskiej wyprawy dookoła świata zorganizowanej z inicjatywy cara Aleksandra I i hrabiego Mikołaja Rumiancewa. Celem wyprawy było nawiązanie kontaktów polityczno-handlowych z Chinami i Japonią oraz zbadanie wybrzeży Alaski. W ekspedycji wzięły udział dwa zakupione w Anglii żaglowce „Nadieżda” i „Newa”, które wypłynęły z Kronsztadu 26 lipca 1803. Trasa ekspedycji wiodła przez Atlantyk wokół przylądka Horn, następnie przez Pacyfik na Polinezję, Hawaje, po Wyspy Japońskie, stamtąd na Sachalin i Kamczatkę, a potem wokół Afryki do Rosji. Uważany potocznie za pierwszego rosyjskiego żeglarza, który opłynął Ziemię, w istocie powrócił do Kronsztadu na żaglowcu „Nadieżda” jako drugi 7 sierpnia 1806, a pierwszy powrócił Jurij Lisianski na żaglowcu „Newa” 24 lipca 1806.
Po zakończeniu wyprawy (1806 r.) Johann Krusenstern został mianowany admirałem oraz honorowym członkiem Akademii Nauk w Petersburgu. W latach 1810–1814 spisał i wydał relacje z podróży wokół Ziemi. W latach 1815–1818 i 1823-1826 wraz z Ottonem von Kotzebue i dr. Karlem Espenbergiem ponownie opłynął świat, prowadząc badania na Alasce i Pacyfiku.
Po powrocie osiadł w majątku Kiltsi, gdzie powstał „Atlas Mórz Południowych” – kartograficzny efekt badań Oceanu Spokojnego. W latach 1827–1842 komendant Akademii Morskiej w Kronsztadzie. Pochowany w luterańskiej katedrze Najświętszej Marii Panny w Tallinnie.
Imieniem Johanna Krusensterna nazwano m.in. jedną z cieśnin między Wyspami Kurylskimi, Małą Diomedę na Wyspach Diomedesa, jeden z kraterów księżycowych: Krusenstern (krater księżycowy), a także rosyjski żaglowiec (bark) STS Kruzensztern. W Petersburgu, na Nabrzeżu Lejtnanta Szmidta, znajduje się jego pomnik.